# Stare Rybitwy
Stare Rybitwy – wieś w Polsce położona w województwie kujawsko-pomorskim, w powiecie lipnowskim, w gminie Bobrowniki.

## Podział administracyjny
| SIMC    | Nazwa  | Rodzaj    |
| ------- | ------ | --------- |
| 0858622 | Miszek | część wsi |

W latach 1975–1998 miejscowość administracyjnie należała do województwa włocławskiego.

## Demografia
Według Narodowego Spisu Powszechnego (III 2011 r.) wieś liczyła 197 mieszkańców. Jest szóstą co do wielkości miejscowością gminy Bobrowniki.

## Prehistoria
Ludzie mieszkali tu już w epoce żelaza.

## Historia
Obecna miejscowość uzyskała akt lokacji na prawie niemieckim w latach 70. XIII wieku i stanowiła własność książęcą. Warto pamiętać, że sąsiednie Bobrowniki jeszcze wtedy nie istniały (pojawiają się dopiero w dokumencie z 1321 r., a tamtejszy zamek w 1345 r.). W okresie nowożytnym wieś była własnością królewską. Od tego czasu stopniowo osiedlali się tu nowi mieszkańcy - olędrzy. Wieś królewska Rybitwy starostwa bobrownickiego położona była w końcu XVI wieku w powiecie lipnowskim ziemi dobrzyńskiej. 